# Аркел
Аркел (нід. Arkel) — місто в нідерландській провінції Південна Голландія. Входить до муніципалітету Моленланден. Його населення станом на 2017 рік складало 3445 осіб.
До 1986 року мало статус окремого муніципалітету.